# دانیله دگانو
دانیله دگانو (انگلیسی: Daniele Degano؛ زادهٔ ۲۱ سپتامبر ۱۹۸۲) بازیکن فوتبال اهل ایتالیا است.
از باشگاه‌هایی که در آن بازی کرده‌است می‌توان به باشگاه فوتبال کوزنتسا کالچو، باشگاه فوتبال آلساندریا، باشگاه فوتبال پارما، باشگاه فوتبال مسینا، باشگاه فوتبال آنکونا، باشگاه فوتبال پیاچنزا، باشگاه فوتبال کروتونه، باشگاه فوتبال مونتسا، باشگاه فوتبال پیزا، باشگاه فوتبال آ.ث. میلان، و باشگاه فوتبال یو. اس. پرگولیتزه اشاره کرد.